# Centro médico (serie de televisión de España)
Centro médico fue una serie española de televisión de drama médico, producida por Televisión Española en colaboración con Zebra Producciones. Se emitió de lunes a viernes a las 18:20 en La 1, entre el 26 de octubre de 2015 y el 18 de enero de 2019. En sus inicios estuvo protagonizada por Jesús Cabrero (Javier Blanco), Marina Lozano (Natalia Romero), Rocío Anker (Marina Rey), Jordi Mestre (Hamman Dacaret), Charo Molina (la enfermera Clara Rivas), Fran Martínez (Diego Herranz) y María Pedroviejo (la enfermera Pepa Monteoliva).

## Sinopsis y evolución
La serie comenzó como un espacio educativo de docu-ficción en el que se trataban dos casos médicos reales por episodio de una manera didáctica, tratados en el hospital ficticio madrileño Centro Médico.
Progresivamente se fueron incorporando nuevos personajes, al mismo tiempo que se otorgaba mayor importancia a la ficción, a las relaciones entre el personal del hospital y sus vidas privadas, sin dejar de lado su faceta documental. Se llegaron a emitir dos episodios diarios.
Tras atravesar varios meses de bajas audiencias y no conseguir remontarlas tras los cambios introducidos en la décima temporada, el 15 de enero de 2019 se anunció su cancelación y se informó de que ese mismo viernes 18 de enero se emitirían los dos últimos episodios de la serie, que pasó a ser sustituida por Derecho a soñar.

## Escenario
Las nueve primeras temporadas se rodaron en la clínica madrileña Nuevo Parque. A partir de la décima temporada, con el cambio de hospital tras el cierre del primero por los problemas financieros y de poder que vertebraron las tramas de la novena temporada, pasó a rodarse en el Hospital Dental Arturo Soria, también en Madrid.

## Reparto

### Reparto final
- Charo Molina - Enfermera Clara Rivas (Episodio 1-1175)
- Jordi Mestre - Dr. Hamman Dacaret (Episodio 2-1175)
- María Pedroviejo - Enfermera Mª José "Pepa" Monteoliva (Episodio 2-1175)
- Ana Cela - Dra. Silvia Marco (Episodio 44-1175)
- José Navar - Dr. Ramón Landó (Episodio 85-1175)
- Ana Villa - Dra. Lucía Velázquez (Episodio 87-1175)
- Ana Caldas - Dra. Rocío Jiménez (Episodio 659-1175)
- Armando del Río - Dr. Carlos Merino (Episodio 1012-1175)
- Xabier Murua - Dr. Matías Herrera (Episodio 1012-1175)
- Vicente Renovell - Rafael (Episodio 1012-1175)
- Mariona Ribas - Celadora Esther González (Episodio 1012-1175)
- María Cotiello - Dra. Beatriz Reina (Episodio 1013-1175)
- Óscar Ramos - Dr. Andrés Silva (Episodio 1016-1175)
- Cristina Llorente - Dra. Ainhoa Cortel (Episodio 623-1071 / 1168-1175)

### Antiguos
- Jesús Ortega - Celador[7] Jorge Puga (Episodio 85-160)
- Christian Guiriguet - Dr. Jaime Ferrer (Episodio 156-376)
- Fran Martínez - Dr. Diego Herranz (Episodio 1-386)
- Octavi Pujades - Dr. Álvaro Mendieta (Episodio 166-716 / 740)
- ¿? Pablo Mir ' (Episodio 585-760)
- ¿? Javier Cabrera (Episodio 600-860)
- Lolita Flores - Enfermera Manuela González (Episodio 904-965)
- Elena Furiase - Dra. Eva Soria (Episodio 904-966)
- Elvira Cuadrupani - Dra. Andrea Soto (Episodio 157-892 / 922 / 928-972)
- Marina Lozano - Dra. Natalia Romero (Episodio 2-1005)
- Enrique Martínez - Celador Juan José "Juanjo" Martínez (Episodio 163-1005)
- Jesús Olmedo - Dr. Alberto Molina (Episodio 728-1006)
- Rocío Anker - Dra. Marina Rey (Episodio 2-590 / 656-779 / 901-917 / 1004-1010)
- Jesús Cabrero - Dr. Javier Blanco (Episodio 1-1011)
- Rebeca Valls - Dra. Diana Ortega (Episodio 161-1041)
- María Isasi - Dra. Ángela Vega (Episodio 1012-1167 y aparición en el capítulo final número 1175)
- Eusebio Lázaro - Imanol, padre de Ángela Vega (Episodio 1015-1139)
- Horacio Colomé - Héctor Regojo (Episodio 161)
- Lucía Ramos - Fisioterapeuta Marta Palacio
- Sara Blasco - Recepcionista Nuria Galdón
- Arlette Torres - Paola Pajares

## Audiencias
| Temporada | Temporada | Estreno                 | Final                   | Audiencia media | Audiencia media | Audiencia media |
| Temporada | Temporada | Estreno                 | Final                   | Espectadores    | Cuota           |                 |
| --------- | --------- | ----------------------- | ----------------------- | --------------- | --------------- | --------------- |
|           | 1ª        | 26 de octubre de 2015   | 2 de septiembre de 2016 | 625.000         | 6,6%            |                 |
|           | 2ª        | 5 de septiembre de 2016 |                         |                 |                 |                 |
|           | 3ª        |                         |                         |                 |                 |                 |
|           | 4ª        |                         |                         |                 |                 |                 |